# Pojkar som leker soldater
Pojkar som leker soldater (spanska: Muchachos jugando a soldados) är en oljemålning av den spanske konstnären Francisco de Goya från 1779. Den ingår i Pradomuseets samlingar i Madrid sedan 1880.
Detta verk hör till en serie om sju tapisserikartonger. Den har suttit ovanför en dörr till kronprins Karl (sedermera Karl IV av Spanien) och Maria Lovisa av Parmas sovrum i Palacio Real de El Pardo. Målningen föreställer två barn som leker soldater och marscherar med gevär på axlarna. Ett tredje barn spelar marschmusik på en trumma. De exklusiva leksakerna och kläderna i siden och sammet tyder på att de fyra barnen kommer från välbeställda familjer.       

## Övriga målningar av Goya i samma serie

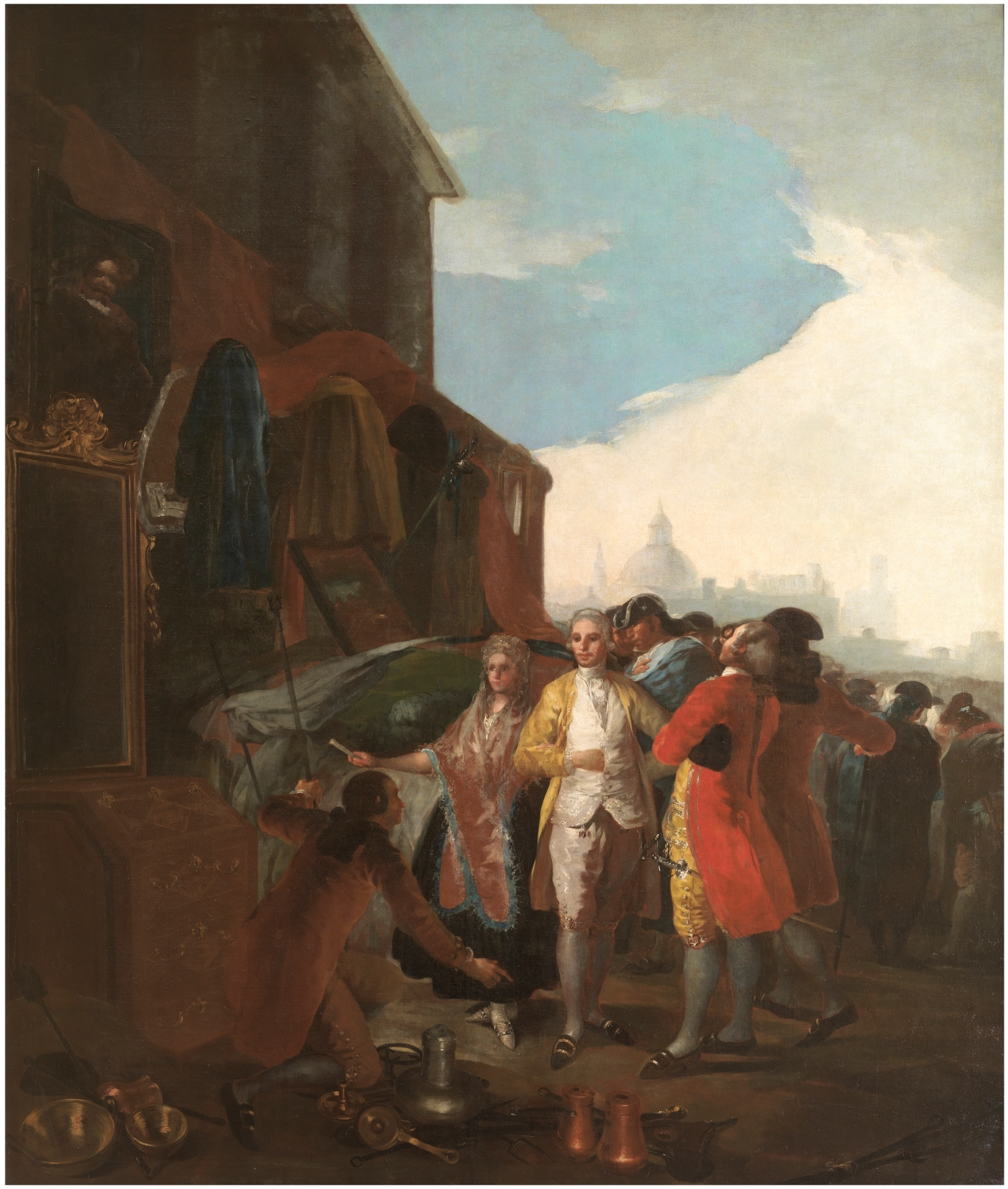
La feria de Madrid
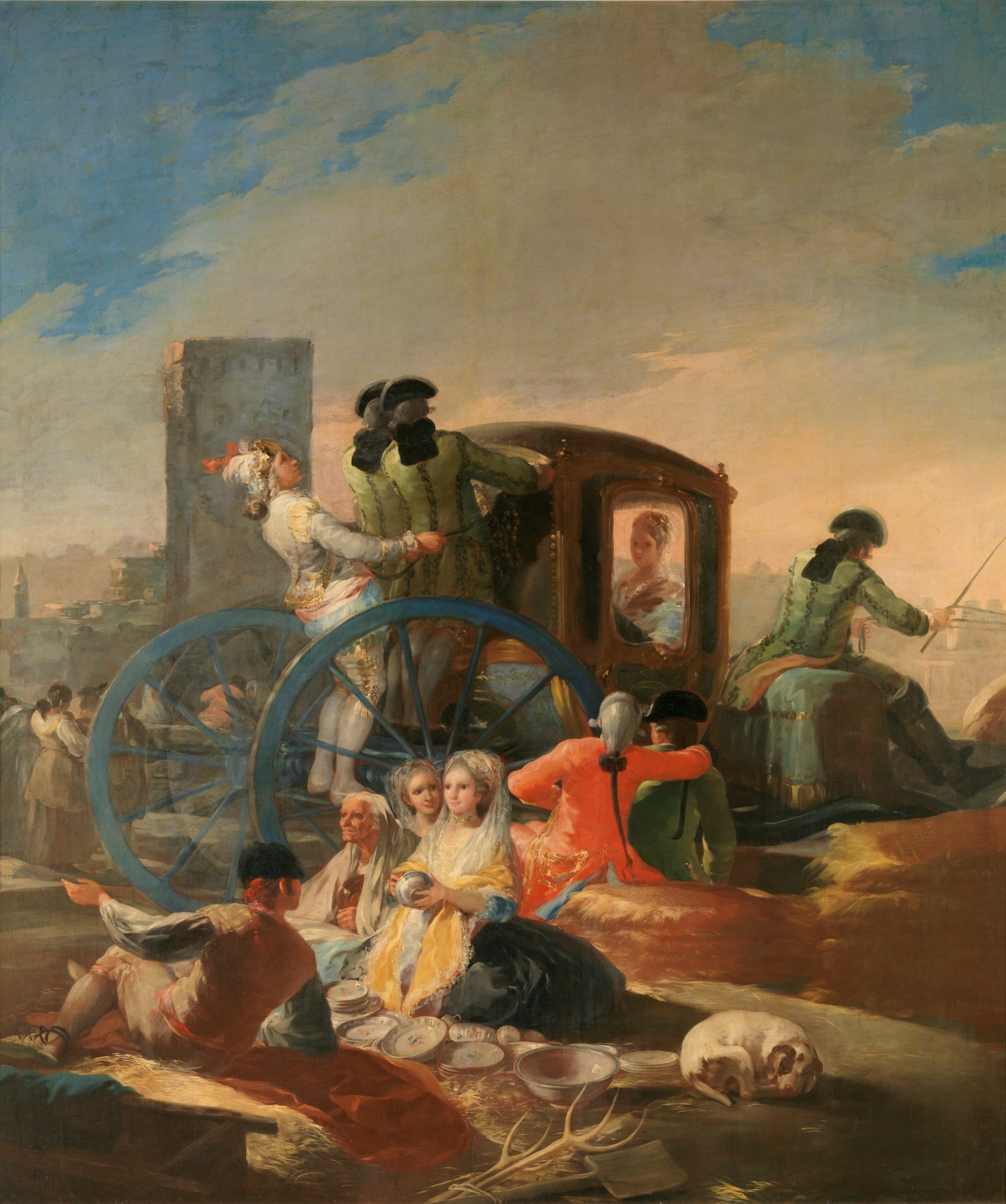
El cacharrero
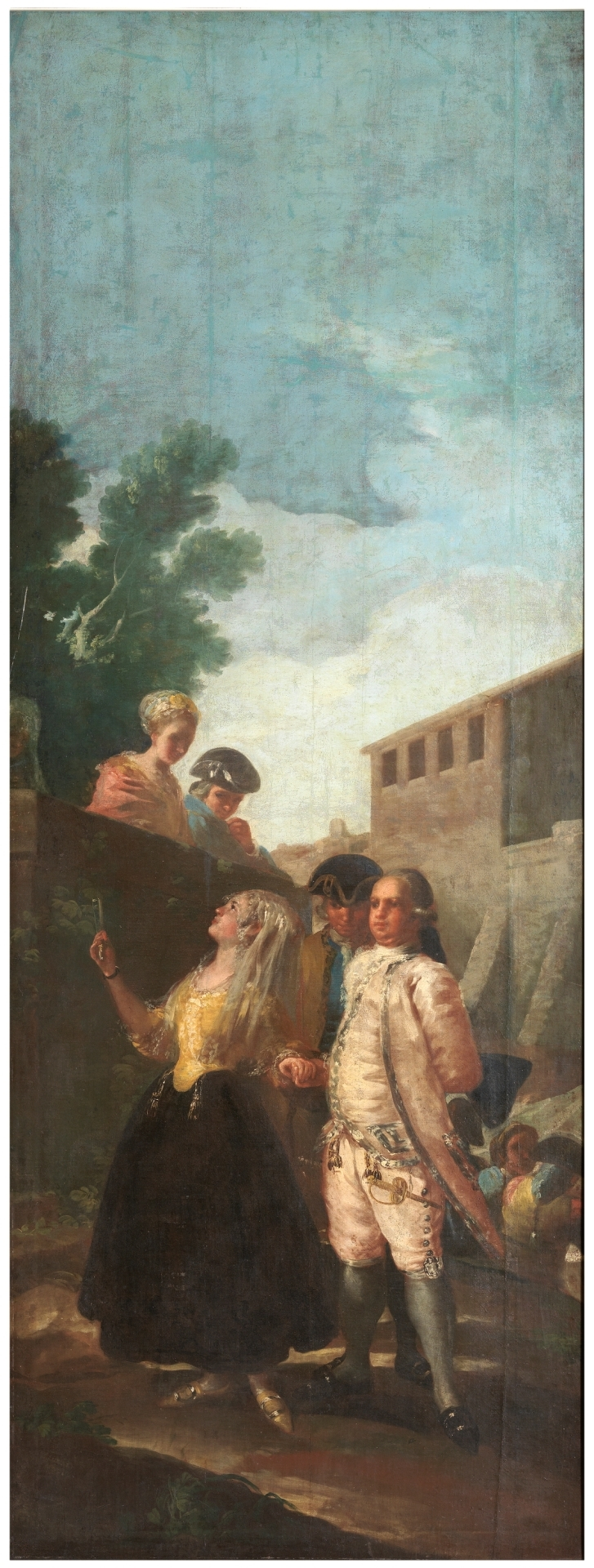
El militar y la señora
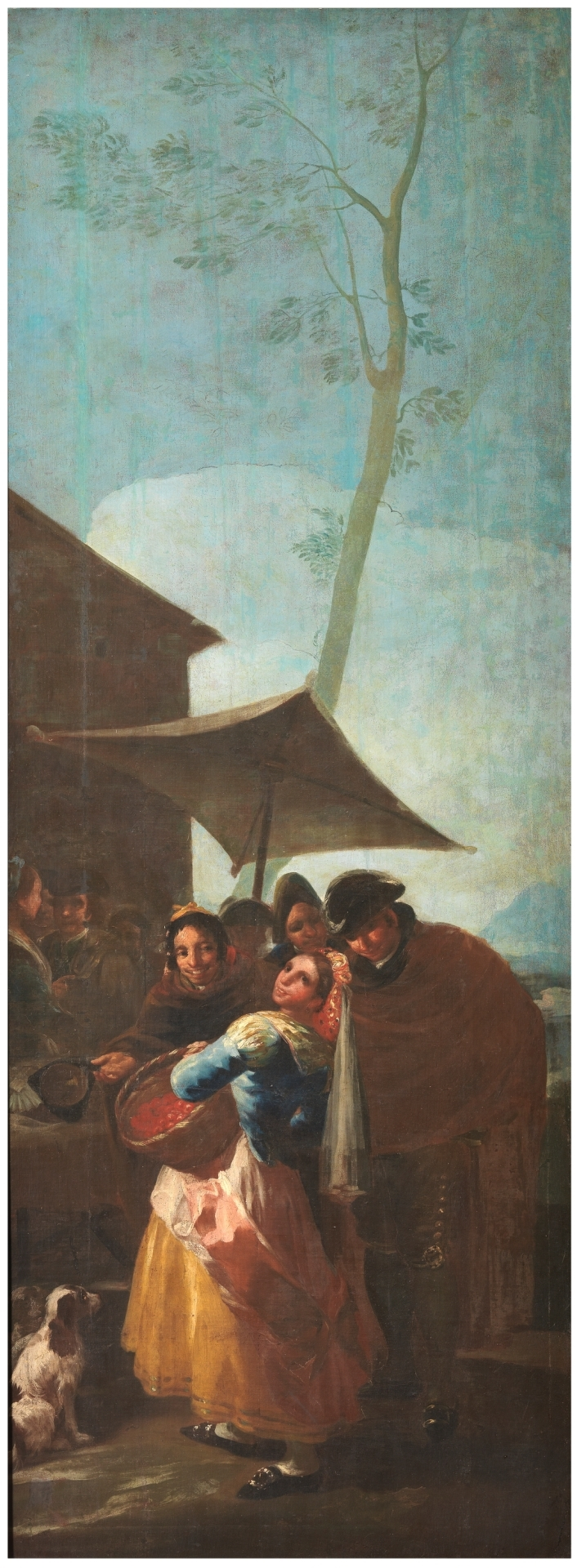
La Acerolera
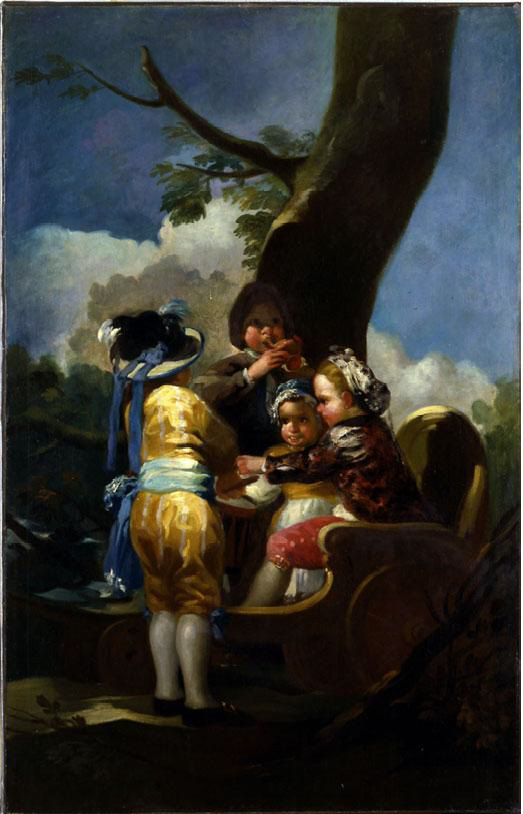
Niños del carretón
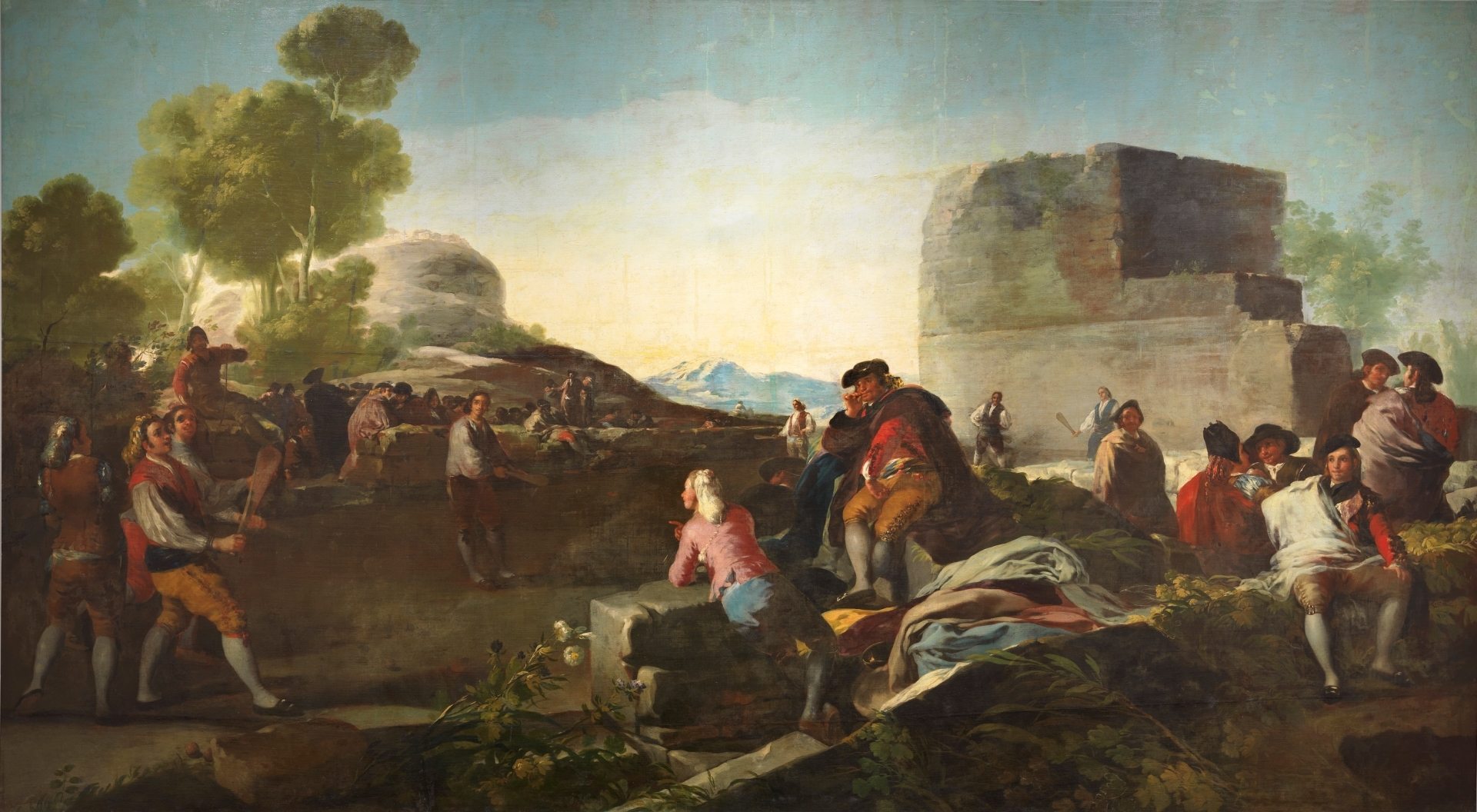
El juego de la pelota a pala